# Abell 2667
Abell 2667 — скопление галактик, одно из самых ярких скоплений в рентгеновском диапазоне спектра при красном смещении около 0,2. Скопление является гравитационной линзой.
2 марта 2007 года группа исследователей заявила об открытии в скоплении галактики Комета
. Данную галактику растягивает гравитационное поле и среда внутри скопления. Подобное открытие проливает свет на природу процесса, благодаря которому богатые газом спиральные галактики могут превратиться в бедные газом неправильные или эллиптические галактики.